# Virgen de los Treinta y Tres
La Virgen de los Treinta y Tres (o Nuestra señora de los Treinta y Tres), es una advocación mariana de la iglesia  católica de origen uruguayo cuyo centro de culto es en la Catedral Basílica de Florida ubicada en la ciudad de Florida Uruguay. También se la considera la santa patrona de Uruguay. Fue así declarada por el Papa Juan XXIII y coronada solemnemente en la Piedra Alta en 1961.

## Devoción
La devoción por esta virgen no tuvo en su origen ningún acontecimiento extraordinario ni en ninguna señal más allá del orden natural de las cosas. El 14 de junio de 1825, luego de la Cruzada Libertadora, los patriotas celebraron el Congreso de la Florida en la villa de Florida. El 25 de agosto el congreso declaró la independencia de la Provincia Oriental del Uruguay, así como su unión con las Provincias Unidas del Río de la Plata. Luego de la declaratoria, los congresistas habrían concurrido a un rancho contiguo al lugar donde se celebraba del congreso, donde se encontraba la imagen de la virgen.
La imagen es una pequeña talla en madera de origen guaraní del siglo XVIII confiada a Antonio Díaz, indio de Santo Domingo de Soriano. Originalmente se encontraba en una localidad denominada Villa Vieja (antes, Villa del Pintado).

## Hechos posteriores
En 1857 Manuel Oribe regaló a la virgen una corona de oro, en acción de gracias por haberse salvado él y su familia en un naufragio. Él decía que a la Virgen de los Treinta y Tres debía esta gracia y que siempre se encomendaba a ella.
En 1894 Mariano Soler, primer Arzobispo de Montevideo, ordenó colocar ante el nicho que guardaba la imagen de la Virgen de los Treinta y Tres en la Catedral de Florida, una placa de mármol que dice: "Ante ella los Treinta y Tres inclinaron su bandera e invocáronla también los convencionales de la independencia".
En 1961 monseñor Humberto Tonna solicitó al Papa la coronación para la imagen de la Virgen de los Treinta y Tres. El Papa Juan XXIII concedió esa gracia el 8 de marzo de 1961. El 21 de noviembre de 1962 el Papa designó patrona de Uruguay a la Virgen de los Treinta y Tres. 
El 25 de agosto de 1975 el Poder Ejecutivo declaró monumento histórico a la Catedral de Florida y a la imagen de la Virgen de los Treinta y Tres.
En abril de 1987, en ocasión de la primera visita del Papa Juan Pablo II a Uruguay, la imagen de la Virgen de los Treinta y Tres presidió la celebración de la misa abierta oficiada por el pontífice en Tres Cruces. Presidió también la ceremonia de ordenación de 13 sacerdotes celebrada por el Papa en Florida el 8 de mayo de 1988.

## Ubicación
La imagen de la virgen se venera en la catedral basílica de la ciudad de Florida. Además, una réplica se venera en la Catedral Metropolitana de Montevideo,otra en Playa de la Agraciada ,lugar donde desembarcaron Treinta y Tres Orientales. También en la zona de la Estiva, a 12 km de la ciudad de Artigas, se encuentra el parque turístico Virgen de los Treinta y Tres.
En la ciudad de Lima Perú, se encuentra una réplica de la Virgen en la antigua iglesia Basílica de la Merced, ubicada en el centro de la ciudad. Es altamente venerada en los departamentos de Florida y Treinta y Tres.

## Oración a la Virgen de los Treinta y Tres
inclinaron su bandera y doblaron reverentes su rodilla

los fundadores de nuestra Patria.

Protege siempre a este pueblo

nacido a tu sombra bienhechora.

Haz ¡Oh Madre!

que en nuestros hogares florezcan la religión

y todas las virtudes cristianas.

Haz que veamos el reinado de Cristo,

que es el de la verdad y la justicia.

Alcánzanos estas gracias y la de la eterna salvación,

de tu hijo Jesucristo

que con el Padre y el Espíritu Santo

vive y reina por los siglos de los siglos.